# Pleocroísmo

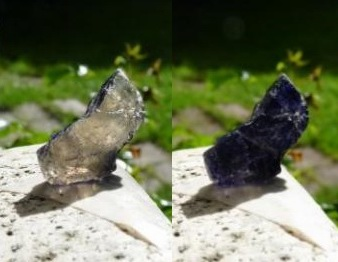
Pleocroísmo da cordierita observado a partir da rotação de um polarizador linear na lente da câmera.

O pleocroísmo é um fenómeno óptico no qual grãos minerais de uma rocha apresentam diferentes cores quando observados segundo ângulos diferentes ao microscópio petrográfico de luz polarizada.

## Explicação
O pleocrísmo é causado pela refracção dupla da luz por um mineral. Luz com diferentes polarizações é desviada em graus diferentes pelo cristal, e assim segue percursos diferentes através dele. Os componentes de um raio de luz dividido percorrem caminhos diferentes no mineral e movem-se a velocidades diferentes, e cada caminho absorverá diferentes cores de luz. Quando o mineral é observado de um dado ângulo, estará presente a luz que resulta de uma determinada combinação de percursos e polarizações da luz, cada uma das quais levou à absorção de luz de cores diferentes. De um outro ângulo, a luz que passa através do cristal será resultado de uma outra combinação de caminhos e polarizações da luz, cada uma com a sua cor própria. Assim, a luz que passa através do mineral terá diferentes cores ao ser observada de ângulos diferentes, dando a ideia de que aquele tem várias cores.
Os cristais dos sistemas tetragonal, trigonal e hexagonal podem apenas exibir duas cores e dizem-se dicróicos. Os cristais ortorrômbicos, monoclínicos e triclínicos podem exibir três e dizem-se tricróicos. Os minerais do sistema cúbico não podem exibir pelocroísmo. A turmalina é notável por exibir forte pleocroísmo. As gemas são por vezes lapidadas e colocadas de forma a exibir ou esconder o seu pleocroísmo, dependendo das cores e da sua atractividade.

## Em mineralogia
O pleocroísmo é uma ferramenta extremamente útil em mineralogia na identificação de minerais, uma vez que minerais de outro modo semelhantes muitas vezes têm pleocroísmos muito diferentes. Em tais casos, uma lâmina delgada do mineral é usada e examinada sob luz polarizada transmitida num microscópio petrográfico.